# Yakovlev Pchela

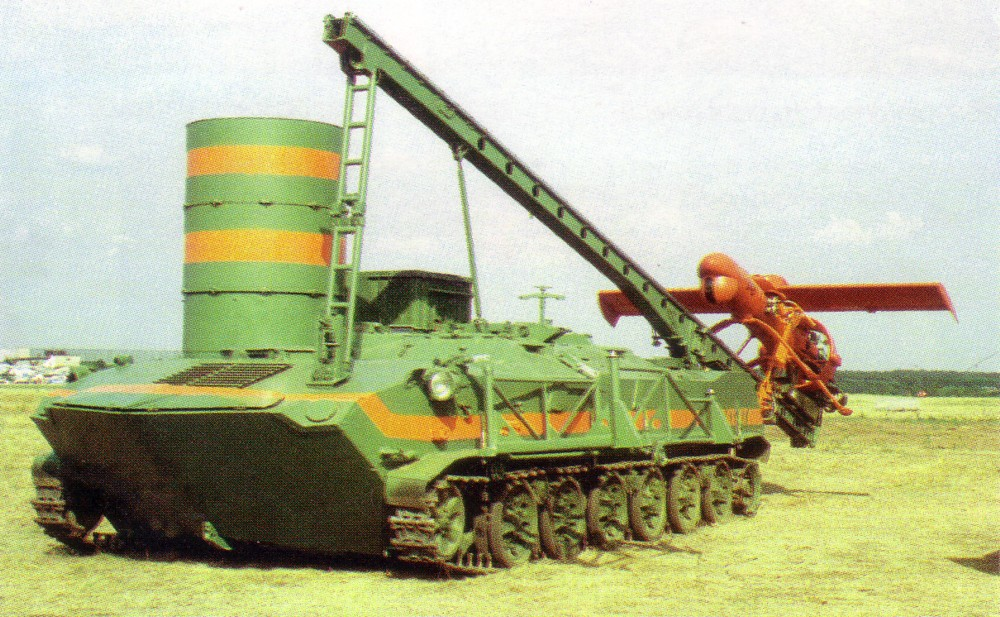

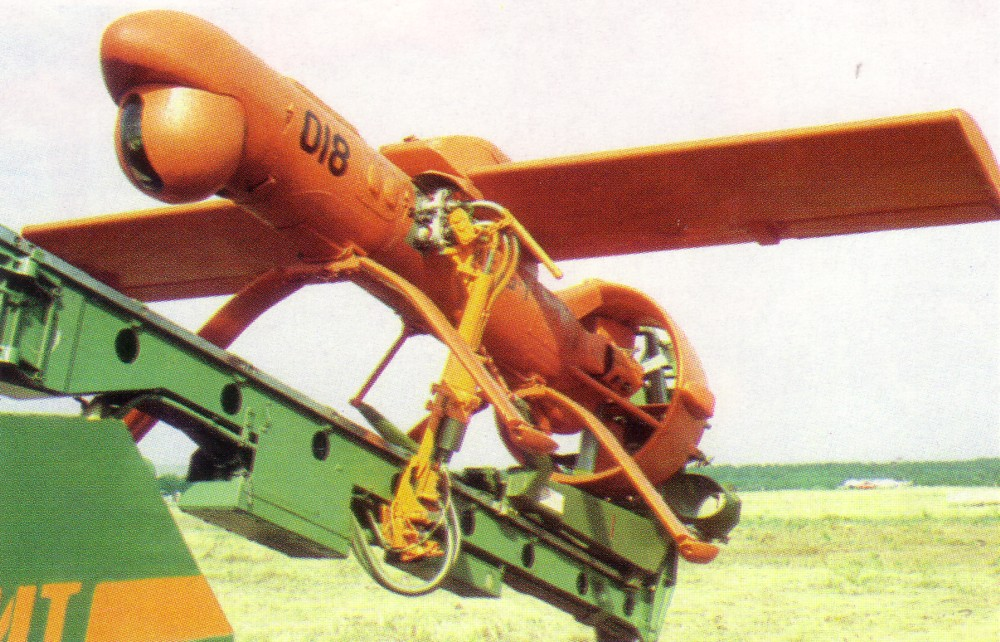

PCHELA-1T là một máy bay không người lái (UAV). Do phòng thiết kế Yakovlev của Nga chế tạo để giám sát và theo dõi không gian chiến trường với hệ thống truyền tải dữ liệu video. Pchela còn được sử dụng với mục đích khác như chỉ điểm mục tiêu và huấn huấn mục tiêu.
PCHELA được phóng lên không trung nhờ sự giúp đỡ của động cơ rocket, có 2 động cơ rocket sử dụng nhiên liệu rắn sẽ đẩy cho nó bay lên, và khi hạ cánh nó sẽ sử dụng dù để tiếp đất.
Pchela-1T có tầm hoạt động là 60 km bay ở độ cao 100–2500 mét với vận tốc 120–180 km/h. Trọng lượng cất cánh tối đa của nó là 138 kg. Theo phòng thiết kế Yak thì nó có thể bay liên tục 2 giờ.
Tổng cộng đã có 92 chiếc được chế tạo.

## Các phiên bản
- Pchela-1T - truyền dữ liệu video
- Pchela-1IK - phiên bản mới